# Белый (остров, Шпицберген)
Белый (норв. Kvitøya) — остров в Северном Ледовитом океане, пятый по величине и самый восточный остров архипелага Шпицберген. Имеет площадь около 700 км², также является самой восточной точкой Норвегии. В 62 км к востоку располагается остров Виктория, принадлежащий России и видимый в хорошую погоду.
На острове установлена автоматическая метеорологическая станция.
До острова можно добраться на ледоколе; приземляться на самолёте на остров запрещено.

## География
Остров полностью покрыт ледниковой шапкой (Kvitøyjøkulen) площадью 705 км² и толщиной до 410 м с классическим куполом в форме песочных часов. Свободных ото льда области всего три, они каменисты и пустынны, имеют площадь около 20 км². Крупнейшая из таких областей Андреенисет (Andréeneset) находится на юго-западном окончании острова. Геологически остров очень стар, но до конца не изучен.
Остров Белый входит в состав природного заповедника «Северо-восточный Свальбард».

## История
Белый был открыт последним из крупных островов архипелага. Голландец Корнелис Гилес (Cornelis Giles) нанёс его на карту в 1707 году под названием «земля Гилеса». На более поздних картах он значился под этим названием, меняя форму и положение, и лишь спутниковые фотографии дали информацию о его точных географических характеристиках. Норвежское название острова было дано ему китобоем Йоханом Кьелдсеном из Тромсё в 1876 году.
Остров оказался конечной точкой арктической воздушной экспедиции, предпринятой Соломоном Андре в 1897 году на воздушном шаре. Пытаясь достичь Северного полюса на водородном воздушном шаре, Андре со своими спутниками Нильсом Стриндбергом и Кнутом Френкелем были вынуждены приземлиться 14 июля (всего спустя 3 дня после вылета) на паковый лёд примерно в 300 км к северу от Белого. Пешком они достигли острова 6 октября и устроили лагерь на свободном ото льда участке Андреенисет. Судьба экспедиции оставалась загадкой до 1930 года, когда экспедиция Братвааг обнаружила плёнки и журналы Андре. Сам Андре и его спутники, похоже, умерли в течение нескольких недель пребывания на острове. Участникам экспедиции Андре на острове установлен памятник.
В 1930-х гг. остров как минимум дважды — в 1930 году научно-исследовательским судном «Николай Книпович» и в 1935 году ледоколом «Садко» — обследовался советскими учёными. По определению участника обеих экспедиций Н. Н. Зубова, остров Белый является одним из «островов — ледяных шапок». В то время остров, кроме двух кос, представлял собой ледяной купол, плавно поднимающийся от краёв (обрыва высотой 20—30 метров у моря), окружённый небольшими айсбергами:105. Советская экспедиция 1930 года во время стоянки судна «Николай Книпович» на якоре у острова наблюдала на острове катабатический ветер:108.

## Галерея

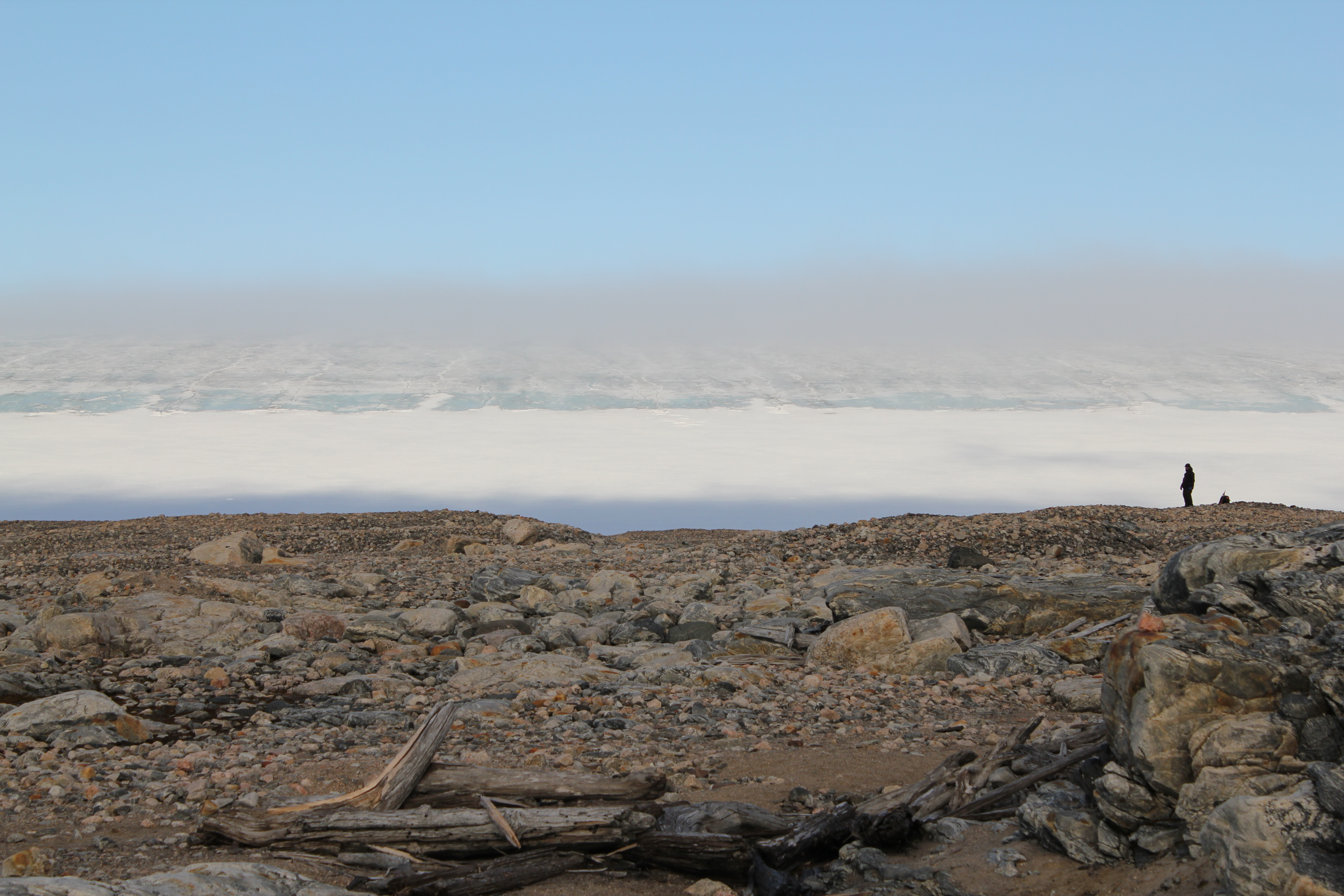
Белый, 2011 год
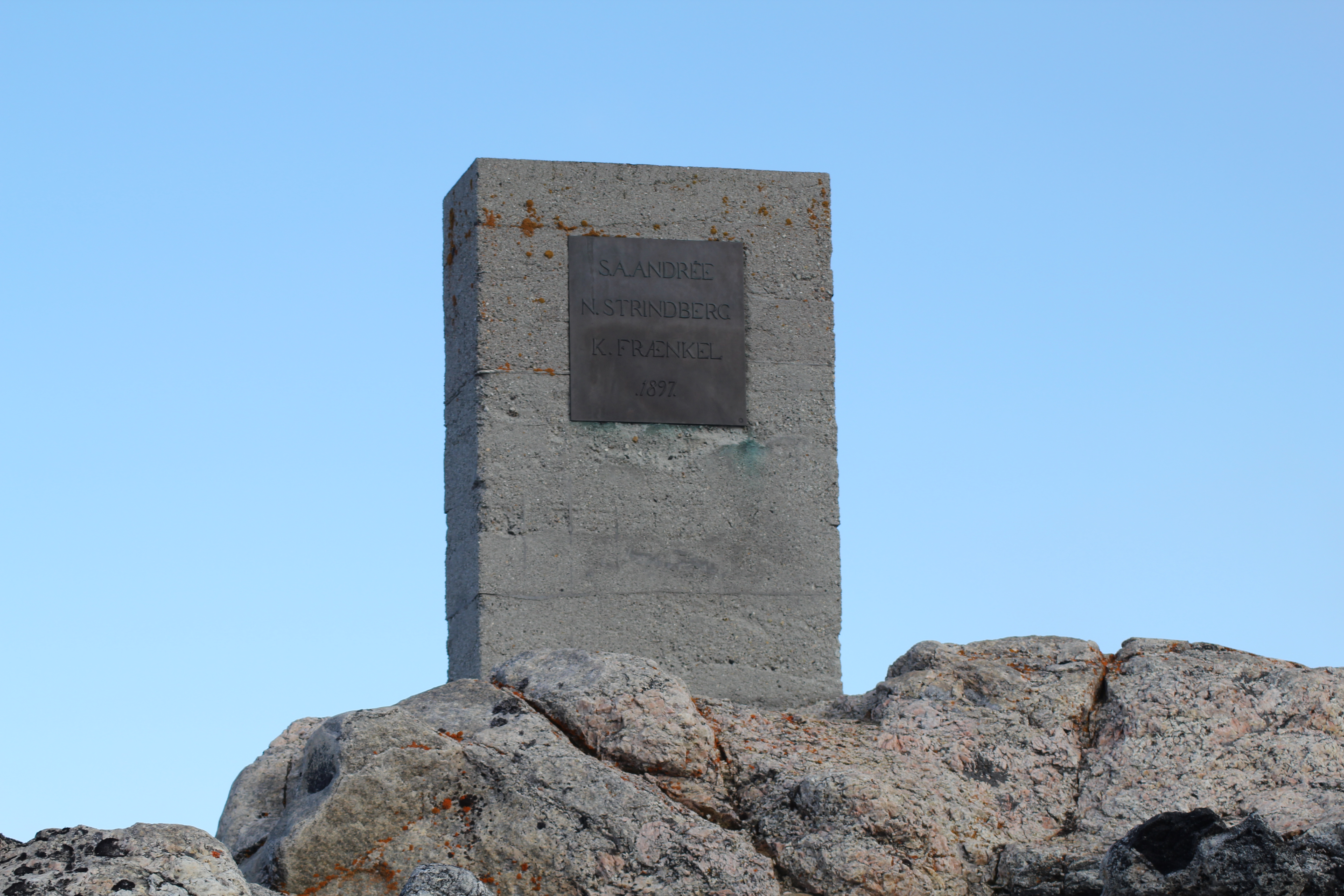
Памятник членам экспедиции Андре, погибшим на острове, 2011 год